# Lữ Minh Châu
Lữ Minh Châu (tên thật là Lữ Triều Phú, tên khác là Ba Châu) nguyên là Tổng Giám đốc Ngân hàng Nhà nước Việt Nam (tương đương với chức vụ Thống đốc Ngân hàng Nhà nước Việt Nam hiện nay) từ năm 1986 đến năm 1989. Ông đã từng được chính phủ Việt Nam Dân chủ Cộng hòa cử đi học tài chính ngân hàng tại Liên Xô cũ.
Trong loạt bài viết về ông, báo Thanh Niên đã viết: "ông là một trong những người chỉ huy "đường dây buôn tiền" có một không hai trong lịch sử nhân loại: Chuyển hàng trăm triệu USD tiền viện trợ thành tiền Sài Gòn ngay giữa thành phố Sài Gòn để phục vụ cho các chiến trường đánh Mỹ". Thời điểm đó, ông là Phó ban Tài chính Đặc biệt của Trung ương Cục (thuộc lực lượng Mặt trận Giải phóng Miền Nam Việt Nam và Việt Nam Dân chủ Cộng hòa) giữ trách nhiệm thực hiện nhiệm vụ nói trên.

## Sự nghiệp
Năm 1975, ông giữ chức Trưởng ban Quân quản các ngân hàng Sài Gòn – Gia Định của lực lượng Mặt trận Giải phóng Miền Nam Việt Nam và Việt Nam Dân chủ Cộng hòa, tổ chức tiếp quản toàn bộ tiền, vàng của chính quyền Việt Nam Cộng hòa vào ngày 30 tháng 4 năm 1975.
Sau khi tiếp quản, ông được bổ nhiệm làm Giám đốc Ngân hàng Quốc gia Sài Gòn – Gia Định.
Năm 1986 ông được bổ nhiệm làm Tổng Giám đốc Ngân hàng Nhà nước (đến năm 1989) và được bầu làm Ủy viên Ban Chấp hành Trung ương Đảng Cộng sản Việt Nam tại Đại hội Đảng VI.
Năm 1989 ông được cử giữ chức vụ Phó Chủ nhiệm Ủy ban Hợp tác Đầu tư với Nước ngoài (đến năm 1995) kiêm Trưởng ban Quản lý các Khu Chế xuất TP Hồ Chí Minh.
Năm 2010 ông được Nhà nước trao tặng Huân chương Độc lập hạng nhì.
Chiều 16/3/2022, tại Thành phố Hồ Chí Minh, Chủ tịch nước Nguyễn Xuân Phúc, các đồng chí lãnh đạo, nguyên lãnh đạo Đảng, Nhà nước dự Lễ truy tặng danh hiệu “ Anh hùng lực lượng vũ trang nhân dân” cho đồng chí Lữ Minh Châu, nguyên Phó Ban Tài chính đặc biệt N2683, nguyên Tổng giám đốc Ngân hàng Nhà nước Việt Nam. 